# Putranjiva
Putranjiva es un género de plantas perteneciente a la familia Putranjivaceae. Al igual que el género Drypetes (de la misma familia), contiene aceite de mostazas como una defensa química contra los herbívoros. Esta habilidad de producir glucosinolatos se cree que solo se ha producido dos veces, en Putranjivaceae y en las Brassicales. Comprende cuatro especies originarias de las regiones tropicales y subtropicales de Asia.

## Especies
- Putranjiva formosana Kaneh. & Sasaki ex Shimada, Cat. Governm. Herb. (Form.): 312 (1930).
- Putranjiva matsumurae Koidz., Bot. Mag. (Tokyo) 33: 116 (1919).
- Putranjiva roxburghii Wall., Tent. Fl. Napal.: 61 (1826).
- Putranjiva zeylanica (Thwaites) Müll.Arg. in A.P.de Candolle, Prodr. 15(2): 444 (1866).

## Sinonimia
- Nageia Roxb., Fl. Ind. ed. 1832, 3: 766 (1832).
- Palenga Thwaites, Hooker's J. Bot. Kew Gard. Misc. 8: 270 (1856).
- Liodendron H.Keng, J. Wash. Acad. Sci. 41: 201 (1951).[2]